# Mansour Bahrami
Mansour Bahrami (Arak, Iran, 26 d'abril de 1956) és un extennista professional iranià que també té nacionalitat francesa.

## Carrera tennística
Va debutar en l'equip iranià de Copa Davis amb només setze anys a finals de la dècada de 1970, però la Revolució islàmica que es va produir al seu país durant aquesta època va prohibir la pràctica del tennis perquè el considerava un esport capitalista i elitista. Degut a la seva desesperació va fugir a França. Això va provocar que no pogués jugar a tennis durant la seva millor etapa esportiva i no poder demostrar mai el seu potencial en categoria individual. Va poder entrar al circuit sent força veterà i només hi va participar en proves de dobles, en les quals va poder guanyar algun títol.
Va guanyar popularitat per la seva participació en el circuit de tennis senior, i sobretot en esdeveniments d'exhibició de tennis pel seu sentit de l'humor i trucs durant els partits, fet que el va convertir en un xòuman. Va editar una autobiografia titulada The Court Jester l'any 2009.

## Palmarès

### Dobles masculins: 12 (2−10)
| Títols per superfície |
| --------------------- |
| Dura (1−1)            |
| Gespa (0−0)           |
| Terra batuda (1−7)    |
| Moqueta (0−2)         |

| Resultat  | Núm. | Data                   | Torneig                | Superfície   | Parella                | Oponents                            | Marcador              |
| --------- | ---- | ---------------------- | ---------------------- | ------------ | ---------------------- | ----------------------------------- | --------------------- |
| Finalista | 1.   | 7 de juliol de 1986    | Bordeus, França        | Terra batuda | Ronald Agénor          | Jordi Arrese David de Miguel        | 5−7, 4−6              |
| Finalista | 2.   | 8 de setembre de 1986  | Stuttgart, Alemanya    | Terra batuda | Diego Pérez            | Hans Gildemeister Andrés Gómez      | 4−6, 3−6              |
| Finalista | 3.   | 27 d'octubre de 1986   | París, França          | Moqueta (i)  | Diego Pérez            | Peter Fleming John McEnroe          | 3−6, 2−6              |
| Finalista | 4.   | 20 d'abril de 1987     | Montecarlo, Mònaco     | Terra batuda | Michael Mortensen      | Hans Gildemeister Andrés Gómez      | 2−6, 4−6              |
| Finalista | 5.   | 14 de setembre de 1987 | Ginebra, Suïssa        | Terra batuda | Diego Pérez            | Ricardo Acioly Luiz Mattar          | 6−3, 4−6, 2−6         |
| Guanyador | 1.   | 19 de setembre de 1988 | Ginebra                | Terra batuda | Tomáš Šmíd             | Gustavo Luza Guillermo Pérez Roldán | 6−4, 6−3              |
| Finalista | 6.   | 10 d'octubre de 1988   | Tolosa, França         | Dura (i)     | Guy Forget             | Tom Nijssen Ricki Osterthun         | 3−6, 4−6              |
| Finalista | 7.   | 25 de maig de 1989     | Roland Garros, França  | Terra batuda | Éric Winogradsk        | Jim Grabb Patrick McEnroe           | 4−6, 6−2, 4−6, 6−7(5) |
| Finalista | 8.   | 11 de setembre de 1989 | Ginebra (2)            | Terra batuda | Guillermo Pérez Roldán | Andrés Gómez Alberto Mancini        | 3−6, 5−7              |
| Guanyador | 2.   | 9 d'octubre de 1989    | Tolosa                 | Dura (i)     | Éric Winogradsk        | Todd Nelson Roger Smith             | 6−2, 7−6              |
| Finalista | 9.   | 10 de setembre de 1990 | Bordeus                | Terra batuda | Yannick Noah           | Tomás Carbonell Libor Pimek         | 3−6, 7−6, 2−6         |
| Finalista | 10.  | 4 de març de 1991      | Copenhaguen, Dinamarca | Moqueta (i)  | Andrei Olhovskiy       | Todd Woodbridge Mark Woodforde      | 3−6, 2−6              |

## Trajectòria

### Dobles masculins
| Open d'Austràlia | A   | 1R  |  | NC    | A     | A     | A     | A     | A     | 0 / 1     | 0 – 1     |
| Roland Garros | A   | A   |  | A     | 4R    | 2R    | F     | 1R    | 1R    | 0 / 5     | 10 – 5    |
| Wimbledon | A   | A   |  | A     | A     | 2R    | A     | 1R    | 1R    | 0 / 3     | 1 – 3     |
| US Open | 1R  | A   |  | 1R    | 4R    | 1R    | 1R    | 2R    | 1R    | 0 / 7     | 4 – 7     |
| Total Victòries−Derrotes | 1−5 | 0−3 |  | 15−10 | 20−20 | 13−17 | 18−13 | 14−22 | 12−23 | 100 – 135 | 100 – 135 |
| Rànquing a final d'any | 236 | –   |  | 41    | 47    | 168   | 42    | 62    | 127   |           |           |
| Llegenda: G: Guanyador; F: Finalista; SF: Semifinalista; QF: Quarts de final; Q: Qualificació; A: Absent; RR: Round Robin; NC: No celebrat |     |     |  |       |       |       |       |       |       |           |           |

### Dobles mixts
| Open d'Austràlia | A  | 1R | A  | A  | A  | A  | A  | A  | A  | A  | A  | A  | A  | A | A | A | A | A  | A  | 0 / 0  | 0 – 0  |
| Roland Garros | 2R | 1R | 1R | 1R | 3R | 2R | 2R | 1R | 2R | 1R | 2R | 1R | 1R | A | A | A | A | 1R | 1R | 0 / 15 | 7 – 15 |
| Wimbledon | A  | A  | A  | A  | A  | 1R | A  | A  | A  | A  | A  | A  | A  | A | A | A | A | A  | A  | 0 / 1  | 0 – 1  |
| US Open | A  | A  | 2R | A  | 1R | A  | A  | A  | A  | A  | A  | A  | A  | A | A | A | A | A  | A  | 0 / 2  | 1 – 2  |
| Llegenda: G: Guanyador; F: Finalista; SF: Semifinalista; QF: Quarts de final; Q: Qualificació; A: Absent; RR: Round Robin; NC: No celebrat |    |    |    |    |    |    |    |    |    |    |    |    |    |   |   |   |   |    |    |        |        |